# Sevastopol km. 4 (film)
Sevastopol km. 4 (titlul original: în rusă Малахов курган, transliterat: Malahov kurgan) este un film dramatic sovietic de război, realizat în 1944 de regizorii Iosif Heifiț și Aleksandr Zarhi, bazat pe o scriere a lui Boris Voitehov, protagoniști fiind actorii Nikolai Kriucikov, Boris Andreev, Akaki Horava și Maria Pastuhova. 

## Conținut
Intriga filmului se bazează pe unul dintre episoadele apărării Sevastopolului din timpul celui de-al doilea război mondial.
Filmul povestește despre soarta a cinci matrozi ai distrugătorului scufundat „Grozny”, care au luptat pe movilele Malahov, una dintre cele mai importante zone de apărare ale orașului.

## Distribuție[1]
- Nikolai Kriucikov – Boris Lihaciov, căpitan
- Boris Andreev – maiorul Andrei Jukovski, comandantul de regiment
- Akaki Horava – viceamiralul
- Maria Pastuhova – Maria Pervențova
- Nikolai Dorohin – Nikita Sizov
- Anatoli Smiranin –
- Andrei Sova – (nemenționat)
- Andrei Fait – (nemenționat)

Matrozii Marinei Roșii de pe distrugătorul „Groznîi”:
- Fiodor Ișcenko – un matroz
- Nikolai Gorlov – un matroz
- Evgheni Perov – Jenia, un matroz
- Igor Tkaciuk – un matroz
- Zurab Lejava – un matroz

## Trivia
Filmul a fost complet restaurat la studioul Mosfilm în anul 1964.